# Mali Air Express
Mali Air Express fue una aerolínea con base en Bamako, Malí. Su principal base de operaciones era el Aeropuerto Internacional Senou.

## Flota
La flota de Malí Air Express incluye los siguientes aviones (en diciembre de 2010):
- 2 Saab 340A.